# Третий человек
«Тре́тий челове́к» (англ. The Third Man) — британский чёрно-белый детективный художественный фильм в стиле «нуар», снятый в 1949 году режиссёром Кэролом Ридом по сценарию Грэма Грина, наработки для которого были опубликованы в качестве романа в 1950 году.
Фильм удостоен гран-при 3-го Каннского кинофестиваля (1949, Франция), премии «BAFTA» (1950, Великобритания) в номинации «Лучший британский фильм» и премии «Оскар» (1951, США) в номинации «Лучшая операторская работа (чёрно-белый фильм)» (Роберт Краскер).
Лента широко известна благодаря актёрской работе Орсона Уэллса и музыке Антона Караса. Главную роль исполнил Джозеф Коттен.
Картина неоднократно признавалась одним из величайших фильмов в истории кинематографа. В 1999 году Британский институт кино (British Film Institute) признал «Третьего человека» лучшим британским фильмом XX века.

## Сюжет
Вторая половина 1940-х годов. Австрия, Вена. Полуразрушенная послевоенная австрийская столица разделена на четыре зоны оккупации: американскую, английскую, советскую и французскую, а центр города, так называемая «международная зона», управляется всеми четырьмя союзниками совместно. В городе, вследствие недостатка практически любых товаров, процветает чёрный рынок.
По приглашению друга детства Гарри Лайма (Орсон Уэллс) в Вену приезжает автор дешёвых вестернов, американский писатель Холли Мартинс (Джозеф Коттен). Добравшись по адресу, он узнаёт от дворника (Пауль Хёрбигер), что Гарри совсем недавно погиб в результате несчастного случая, произошедшего прямо под окнами его дома: его сбила машина. Мартинс успевает только на похороны друга, где встречает офицера британской военной разведки майора Кэллоуэя (Тревор Ховард) и загадочную красавицу Анну (Алида Валли). После похорон Кэллоуэй предлагает писателю выпить в баре, расспрашивает про Лайма, а затем, убедившись в полной непричастности Мартинса к расследуемому им делу, рассказывает, что Гарри Лайм был одним из главных венских гангстеров. Мартинс, знавший Лайма 20 лет, решительно отвергает такую возможность и даже пытается вступить в драку с майором.
Кэллоуэй настаивает на том, чтобы Мартинс провёл ночь в отеле и улетал обратно следующим же утром. Однако военный, сопровождающий писателя, знакомит его с главой местного культурного клуба, который предлагает писателю прочитать в клубе лекцию о современной литературе и обещает оплатить проживание в отеле. Также в отель звонит «барон» Куртц (Эрнст Дойч), друг Лайма, который предлагает встретиться. За столиком кафе Куртц рассказывает подробности автокатастрофы. По его словам, Лайма окликнул знакомый, некто Попеску, тот ступил на проезжую часть, где его сбил грузовик. Куртц и Попеску вместе дотащили Лайма до другой стороны улицы, где он и умер. По словам «барона», перед смертью Лайм просил его помочь Мартинсу. Писатель спрашивает, где сейчас Попеску, и получает ответ, что тот уехал из города. Он также расспрашивает «барона» о девушке, которая была на похоронах.
Мартинс отправляется к театру, где играет Анна. Она сообщает писателю, что водителем грузовика, сбившего Лайма, был его собственный шофёр. Мартинс пытается выяснить, что же произошло в тот день, и вместе с Анной посещает дом, где жил Лайм. Дворник рассказывает писателю, что на месте происшествия было трое мужчин, которые тащили тело, а также что Лайм умер сразу же, и, соответственно, не мог ничего сказать «барону» перед смертью.

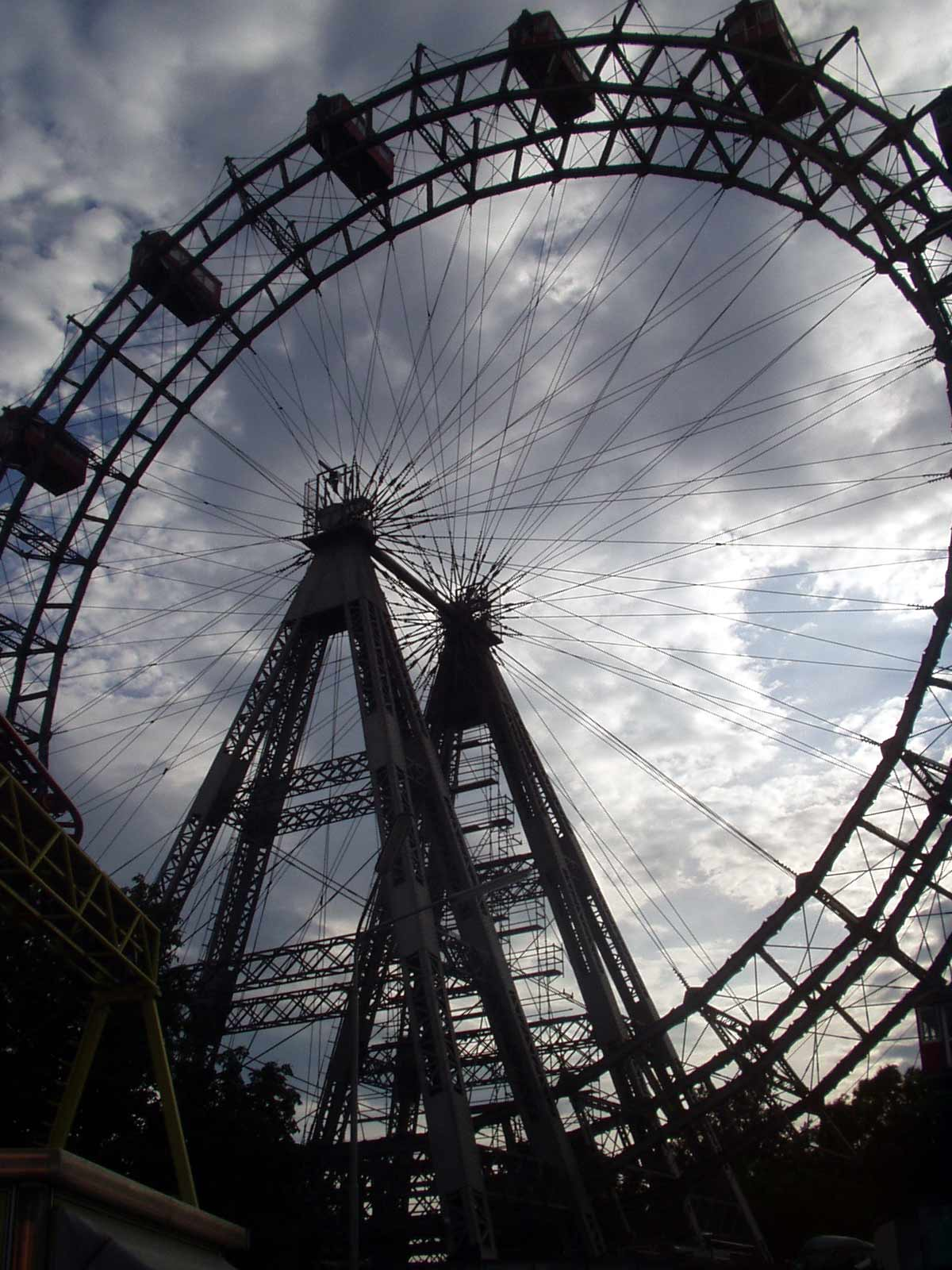
Колесо обозрения в Вене, одна из достопримечательностей города. В кабинке над городом происходит диалог Мартинса с Лаймом

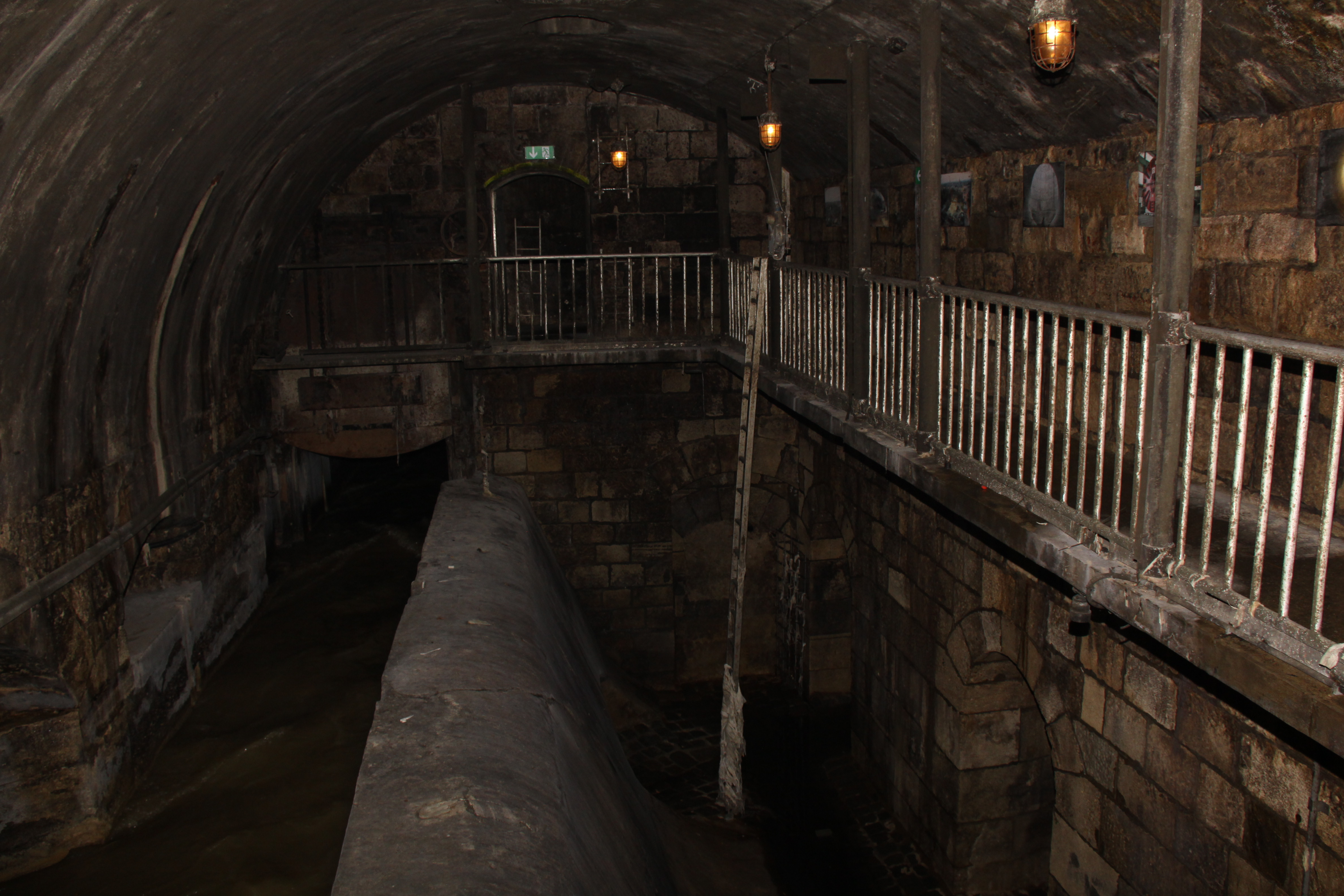
Развязка фильма происходит в городской канализации

Мартинс провожает Анну домой и становится свидетелем обыска, в ходе которого международная полиция отбирает у девушки её поддельный паспорт и задерживает её.
Мартинс тем временем посещает дом доктора Винкеля (Эрик Понто), который подтверждает слова «барона», что в момент смерти Лайма возле него находились двое мужчин.
Дворник обещает предоставить Мартинсу больше информации, но его убивают. Когда Мартинс и Анна подходят к дому, где жил Лайм, они видят перед подъездом большую толпу. Маленький мальчик обвиняет писателя в том, что он спорил с дворником накануне. Толпа пытается задержать Мартинса, и он спасается бегством.
В отеле Мартинса сажают в такси и куда-то везут. Он подозревает худшее, но оказывается, что его привезли на собрание культурного клуба, где ему приходится прочитать лекцию о литературе. Попеску, который также пришёл на собрание клуба, спрашивает Мартинса о его творческих планах, и тот отвечает, что пишет роман «Третий человек» — историю об убийстве на основе фактов. Попеску советует Мартинсу придерживаться вымысла, а затем пытается преследовать его вместе с двумя головорезами, однако писателю удаётся уйти от погони.
Писатель навещает Кэллоуэя, который снова советует Мартинсу уехать из Вены, а затем рассказывает о том, что друг писателя был одним из главных торговцев на «чёрном рынке», который продавал разведённый пенициллин, который воровал из военного госпиталя. Он показывает ему фотографии жертв Лайма — детей, которые не смогли выздороветь.
В полиции Мартинс также узнаёт, что советские власти собираются депортировать Анну из Австрии, поскольку она — уроженка Чехословакии.
Возвращаясь от Анны, Мартинс видит человека, который прячется в подъезде дома. Он узнаёт в нём Лайма и пытается пообщаться, но тот убегает. Мартинс теряет след своего друга на площади Ам-Хоф. Однако Кэллоуэй, которому Мартинс рассказывает об этом эпизоде, сразу понимает, что преступник скрылся в городской канализации, вход в которую скрыт в афишной тумбе. Кэллоуэй предполагает, что Лайм скрывается в советской части города.
Когда полиция вскрывает могилу Лайма, в ней оказывается тело Йозефа Харбина, медика, который воровал для Лайма пенициллин.
На следующий день Мартинс отправляется к дому доктора Винкеля и через него назначает Лайму свидание возле колеса обозрения. На колесе Лайм сначала угрожает писателю, затем предлагает ему работу, а также произносит патетические речи в оправдание своих преступлений.
Кэллоуэй предлагает Мартинсу выманить Лайма в контролируемую британцами часть города. Мартинс соглашается, но требует, чтобы Анне вернули паспорт и вывезли из города. Кэллоуэй соглашается, но Анна отказывается уезжать. Мартинс принимает решение уехать из Вены, но майор отправляется вместе с ним в госпиталь и показывает больных детей, которые умирают от менингита по вине Лайма. Писатель соглашается помочь полиции.
Лайм приходит на встречу с Мартинсом, однако Анна предупреждает его об опасности, и он снова скрывается в канализации. Полиция преследует его. Раненый Лайм пытается выбраться в город, но не может. Тем временем Мартинс берёт револьвер убитого полицейского и находит Лайма. Звучит выстрел.
На повторных похоронах Лайма писатель снова встречает Анну. Кэллоуэй говорит Мартинсу, что тот опоздает на самолёт, однако тот выходит из машины и ждёт Анну, которая проходит мимо, якобы не замечая его. Майор уезжает.

## В ролях
| Актёр             | Роль                                               |
| ----------------- | -------------------------------------------------- |
| Джозеф Коттен     | Холли Мартинс                                      |
| Алида Валли       | Анна Шмидт                                         |
| Орсон Уэллс       | Гарри Лайм                                         |
| Тревор Ховард     | майор Кэллоуэй, офицер британской военной разведки |
| Бернард Ли        | сержант Пэйн                                       |
| Уилфрид Хайд-Уайт | Крэббин                                            |
| Эрнст Дойч        | «барон» Курц                                       |
| Эрих Понто        | доктор Винкель                                     |
| Зигфрид Бройер    | Попеску                                            |
| Алексис Чеснаков  | полковник Бродский, советский офицер связи         |
| Пауль Хёрбигер    | Карл, дворник                                      |

## Создание
Сценарий фильма написал Грэм Грин. В его основе лежит известный сюжетный ход — инсценировка героем своей гибели. В оригинальном сценарии повествование ведётся от имени британского полицейского (майор Кэллоуэй); фильм излагает те же события от имени Холли Мартинса. Впоследствии Грин написал одноимённый роман, вышедший в 1950 году. Йенс Смит считал, что одним из источников происхождения послужил французский поэтический реализм в лице фильма «Пепе ле Моко» (1937) Жюльена Дювивье с Жаном Габеном в главной роли. Эту французскую предвоенную работу Смит образно назвал «самым бесстыдным романтическим фильмом направления», послужившим также основой для «Касабланки» (1942) Майкла Кёртиса.
Съёмки в Вене происходили с 22 октября по 11 декабря 1948 года. В качестве апартаментов главного героя был выбран княжеский дворец Паллавичини. В киномире долгое время бытовало мнение, что первую скрипку на съёмках играл не режиссёр, а Орсон Уэллс, и именно ему принадлежат наиболее интересные режиссёрские решения (в частности, финальная виньетка на тему верховенства долга над чувством). Сам Уэллс всегда открещивался от этих слухов.
Во время съёмок фильма кафе «Моцарт», в котором должна была состояться встреча Мартинса с бароном Куртцем, отказалось стать кулисой, опасаясь убытков, поэтому сцену встречи снимали на близлежащей площади, просто расставив там столы. В настоящее время кафе «Моцарт» активно рекламирует себя как одно из мест «Третьего человека».
Актёры, носящие в фильме военную форму, на самом деле носили пёстро раскрашенные костюмы, чтобы как можно больше отличаться от настоящих военных. Разница сглаживалась чёрно-белой плёнкой.
Развязка, как это часто бывает в лентах этого жанра, помещена в индустриальный лабиринт — канализационную систему. Орсон Уэллс отказался выглядывать на улицу из канализационного тоннеля. В знаменитой сцене, где (якобы) герой Уэллса хватается руками за решётку канализации, снялся сам режиссёр, Кэрол Рид.
Уэллсу предложили выбор: получить фиксированную оплату за съёмки или процент от прибыли. Он выбрал фиксированную оплату и крупно проиграл, поскольку фильм стал блокбастером. Он получил главную премию на одном из первых фестивалей в Каннах и премию «Оскар» за лучшую операторскую работу в чёрно-белом кино, а также вошёл в рейтинг лучших фильмов в истории кино, в том числе по версии IMDb.
В американском прокате из фильма были вырезаны 11 минут, в основном сцены, где Холли Мартинс ведёт себя неподобающе супергерою, к которому привыкла американская публика (много пьёт, интересуется женщинами), и в том числе вступление, в котором рассказчик (Кэрол Рид) объясняет зрителю, что представляет собой жизнь в оккупированной Вене и каково зарабатывать на чёрном рынке. Этот фрагмент был восстановлен при издании DVD в серии Criterion Collection.